# Collombey-Muraz

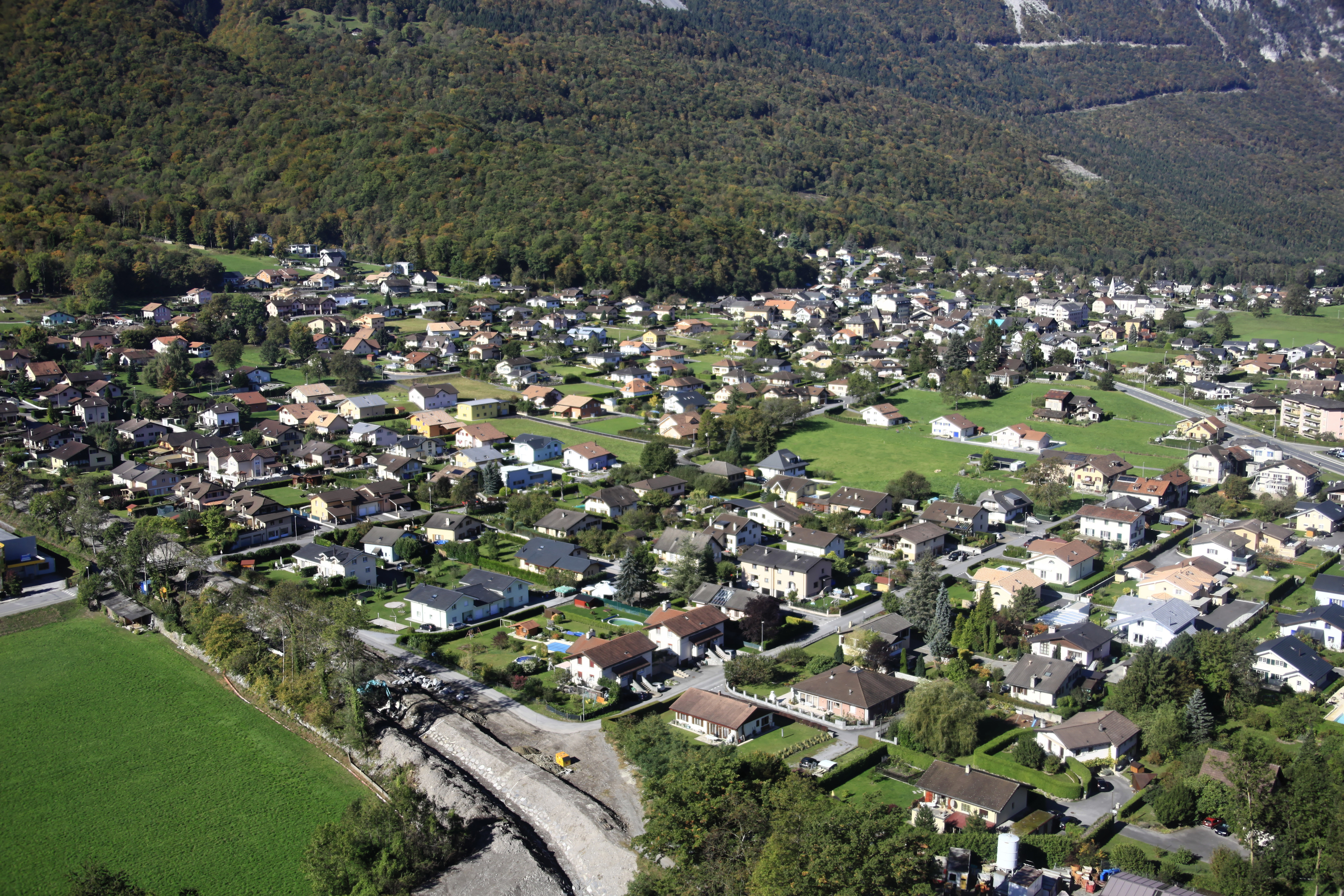
Orten Muraz.

Collombey-Muraz är en kommun i distriktet Monthey i kantonen Valais i Schweiz. Kommunen har 9 903 invånare (2023).
Kommunen består av de större orterna Collombey och Muraz samt de tre mindre orterna Collombey-le-Grand, Illarsaz och Les Neyres.
En majoritet (89,8 %) av invånarna är franskspråkiga (2014). 63,6 % är katoliker, 12,6 % är reformert kristna och 23,8 % tillhör en annan trosinriktning eller saknar en religiös tillhörighet (2014).
| Ort                | Invånare 1 jan 2020 |
| ------------------ | ------------------- |
| Collombey          | 5 202               |
| Muraz              | 2 749               |
| Collombey-le-Grand | 531                 |
| Illarsaz           | 691                 |
| Les Neyres         | 433                 |